# Gorogobius nigricinctus
Gorogobius nigricinctus é uma espécie de peixe da família Gobiidae e da ordem Perciformes.

## Morfologia
- Os machos podem atingir 4 cm de comprimento total.[4][5]

## Habitat
É um peixe de clima tropical e demersal que vive até 35 m de profundidade.

## Distribuição geográfica
É encontrado no Oceano Atlântico oriental: desde o Senegal até Gana e Annobón (Guiné Equatorial).

## Observações
É inofensivo para os humanos.